# コレステロール-5,6-オキシドヒドロラーゼ
コレステロール-5,6-オキシドヒドロラーゼ(Cholesterol-5,6-oxide hydrolase、EC 3.3.2.11)は、5,6α-エポキシ-5α-コレスタン-3β-オール ヒドロラーゼという系統名を持つ酵素である。以下の化学反応を触媒する。
5,6α-エポキシ-5α-コレスタン-3β-オール + 水{\displaystyle \rightleftharpoons }5α-コレスタン-3β,5α,6β-トリオール
この酵素は、どのエポキシドを基質としても同程度に働く。